# Szőcs Zsuzsanna
Szőcs Zsuzsanna (Budapest, 1962. április 10. –) kétszeres olimpiai bronzérmes, négyszeres világbajnok magyar tőr- és párbajtőrvívó.

## Pályafutása
Az 1980-as moszkvai és az 1988-as szöuli olimpián bronzérmes női tőrcsapatnak is tagja volt. Négyszeres világbajnok, egyszer a tőrcsapattal (1987), háromszor pedig a párbajtőr-csapattal (1989, 1991, 1992).